# Hraskó Péter
Hraskó Péter (Gyula, 1933. február 20.) fizikus, nyugalmazott egyetemi tanár. Számos tankönyv és tudománynépszerűsítő írás szerzője, közkedvelt előadó, a relativitáselmélet és az energiamegmaradás témakörök szakértője, a Szkeptikus Társaság tagja.

## Életútja
A Pécsi Tudományegyetemen tanított, a Fizikai Intézet Elméleti Fizika Tanszékén. Relativitáselmélet című könyvét több magyar egyetemen tankönyvként használják.
Nős, felesége dr. Glausch Anna Mária gyermekorvos, gyermekeik Hraskó Gábor biológus, informatikai tanácsadó és Hraskó András matematikatanár. Négy unokája van.

## Művei

### Könyvek
- Hraskó Péter: A könyvtár foglya. Typotex Kiadó, ISBN 978-963-9326-11-8
- Hraskó Péter: Relativitáselmélet. Typotex Kiadó, ISBN 963-9326-30-5, (hibajegyzék megtalálható a honlapján)
- Hraskó Péter: A relativitáselmélet alapjai. Typotex Kiadó, ISBN 978-963-2790-27-5
- Hraskó Péter: Biztos, hogy az energia megmarad? Typotex Kiadó, ISBN 978-963-2797-80-9

### Cikkek
- Ekvivalenciaelv és kvantummechanika, Fizikai Szemle 1998/9
- Hraskó Gábor, Hraskó Péter: Fénysebesség-váltás?, Természet Világa, 2003. február, 59-63. old.
- Minden másképpen van? Fizikai Szemle, 2004/8

## Külső hivatkozások
- Honlapja
- Cikkei